# Dorchester (Nebraska)
Dorchester je selo u američkoj saveznoj državi Nebraska. Prema popisu stanovništva iz 2010. u njemu je živjelo 586 stanovnika.